# Just Gettin’ Started
«Just Gettin’ Started» — песня американского кантри-певца Джейсона Олдина, вышедшая 10 ноября 2014 года в качестве второго сингла из шестого студийного альбома Олдина Old Boots, New Dirt (2014). Песню написали Крис ДеСтефано, Ретт Экинс и Эшли Горли. Сингл достиг первого места в кантри-чарте Country Airplay и получил золотую сертификацию в США.

## Отзывы
Песня получила от смешанных до негативных отзывов от музыкальных обозревателей, которые критиковали как её рок-ориентированное исполнение, так и содержание. Кевин Джон Койн из Country Universe поставил песне оценку D, назвав её «Грамотно исполненной, относительно творчески застойной, и совершенно ненужной». В своей рецензии на альбом Джош Шотт из Country Perspective дал песне аналогичную оценку, также раскритиковав её текст и заявив, что «это песня о том, как Олдин разъезжает с девушкой и пытается заняться с ней сексом», и что «текст неглубокий и клишированный, а атмосфера этой песни похожа на „Burnin' It Down“». Рецензия от Taste of Country была более благоприятной и гласила, что «„Just Gettin' Started“ возвращается к тому, на что поклонники привыкли рассчитывать от кантри-рокера родом из Джорджии. Зажигательные, гитарные песни о любви в быстрой полосе заработали ему отличную репутацию. Этот последний трек продолжает его наследие».

## Музыкальное видео
Премьера клипа состоялась в феврале 2015 года. Он состоит из живых кадров с шоу American Country Countdown Awards 2014 года, режиссёром которого выступил Джо ДеМайо.

## Чарты
| Чарт (2014—2015)                    | Высшая позиция |
| ----------------------------------- | -------------- |
| Канада (Billboard Canadian Hot 100) | 44             |
| Канада (Billboard Country)          | 2              |
| США (Billboard Hot 100)             | 54             |
| США (Billboard Country Airplay)     | 1              |
| США (Billboard Hot Country Songs)   | 5              |

| Чарт (2015)                      | Позиция |
| -------------------------------- | ------- |
| US Country Airplay (Billboard)   | 22      |
| US Hot Country Songs (Billboard) | 43      |

## Сертификации
| Регион                                                                      | Сертификация | Продажи |
| --------------------------------------------------------------------------- | ------------ | ------- |
| США (RIAA)                                                                  | Золотой      | 500 000 |
| Данные о продажах + прослушиваниях приведены только на основе сертификации. |              |         |